# Al cuor non si comanda
Al cuor non si comanda (Always and Forever) è un film per la TV del 2009 della Hallmark, diretto da Kevin Connor ed interpretato da Dean McDermott, Rena Sofer e Barbara Eden. 

## Trama
Grace (Rena Sofer) e Michael (Dean McDermott) fidanzati alla scuola superiore, si ritrovano ad una riunione di ex-alunni vent'anni dopo essersi separati prima di proseguire gli studi all'università.
Incontrandosi capiscono che non tutto è finito tra loro, ma le cose risultano essere molto più complicate a causa della presenza di Philipp (Rob Boltin), fidanzato di Grace e delle continue intromissioni da parte di Mary (Barbara Eden), madre di Grace.
Capiranno che il loro sentimento è più forte che mai e dovranno confrontarsi con questa realtà.